# الروض الأنيق في فضل الصديق
الروض الأنيق في فضل الصديق هو كتاب في ذكر فضل أبو بكر الصديق , ألفه الحافظ جلال الدين السيوطي (849-911) , جمع فيه المؤلف أربعين حديثا عن النبي والتي تبين درجة ومكانة الخليفة الراشد عن الرسول الأعظم .
فال الحافظ جلال الدين السيوطي في مقدمة كتابه:
| الروض الأنيق في فضل الصديق | الحمد لله الذي جعل خير هذه الأمة أبا بكر الصديق، ورفع مقامه على كل مقام بزيادة اليقين والتصديق... شيخ الإسلام على التحقيق، أحمده وهو بكل حمد خليق، واشهد أن لا إله إلا الله وحده لا شريك له شهادة توسع على قائلها كل ضيق وأشهد أن سيدنا محمد عبده ورسوله النبي الرفيق صلى الله عليه وسلم وعلى آله وصحبه وأزواجه وذريته أولي الرشاد والتوفيق. أما بعد، فهذا كتاب لقبته الروض الأنيق في فضل الصديق، أوردت فيه أربعين حديثا مختصرة سهل حفظها على من أراد ذلك من البررة، واسأل الله أن ينفعنا بالانتساب إليه ويجمعنا وإياه في دار الزلفاء لديه بمحمد صلى الله عليه وسلم وعلى آله وسلم آمين آمين آمين | الروض الأنيق في فضل الصديق |